# Мицубиши Ka.8
Мицубиши Ka.8 (јап. Mitsubishi Ka.8) је јапански ловачки авион. Први лет авиона је извршен 1934. године. 

Направљена су два прототипа овог двокрилца, од којих се други разбио при испитивању на носачу авиона. Радови су затим прекинути.
Највећа брзина у хоризонталном лету је износила 280 km/h. Размах крила је био 10,00 метара а дужина 7,39 метара. Маса празног авиона је износила 1153 килограма а нормална полетна маса 1700 килограма. Био је наоружан са три митраљеза калибра 7,7 милиметара.

## Наоружање
| Наоружање авиона: Мицубиши     |     |
| Ватрено (стрељачко) наоружање  |     |
| Топ                            |     |
| Митраљез                       |     |
| Број и ознака митраљеза        | 3   |
| Калибар                        | 7,7 |
| Бомбардерско наоружање (бомбе) |     |
| Ракетно наоружање (ракете)     |     |